# Johann Lüdinghusen

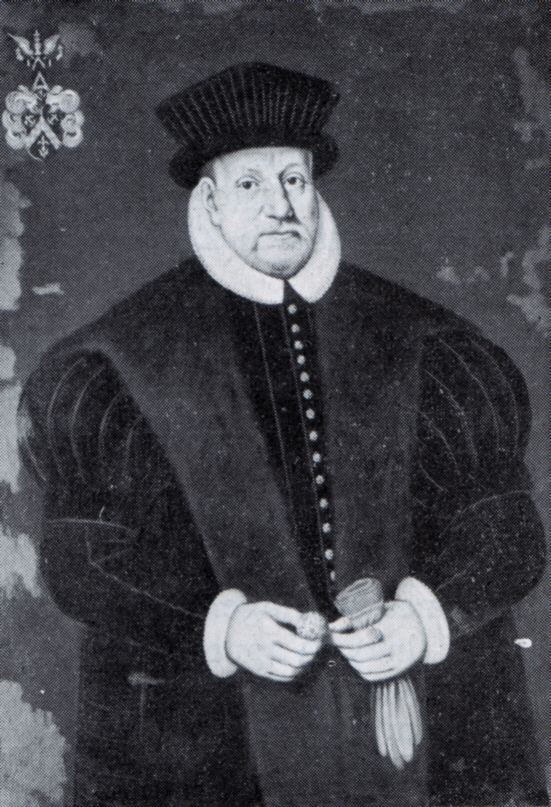
Johann Lüdinghusen in der Bürgermeistergalerie im Lübecker Rathaus

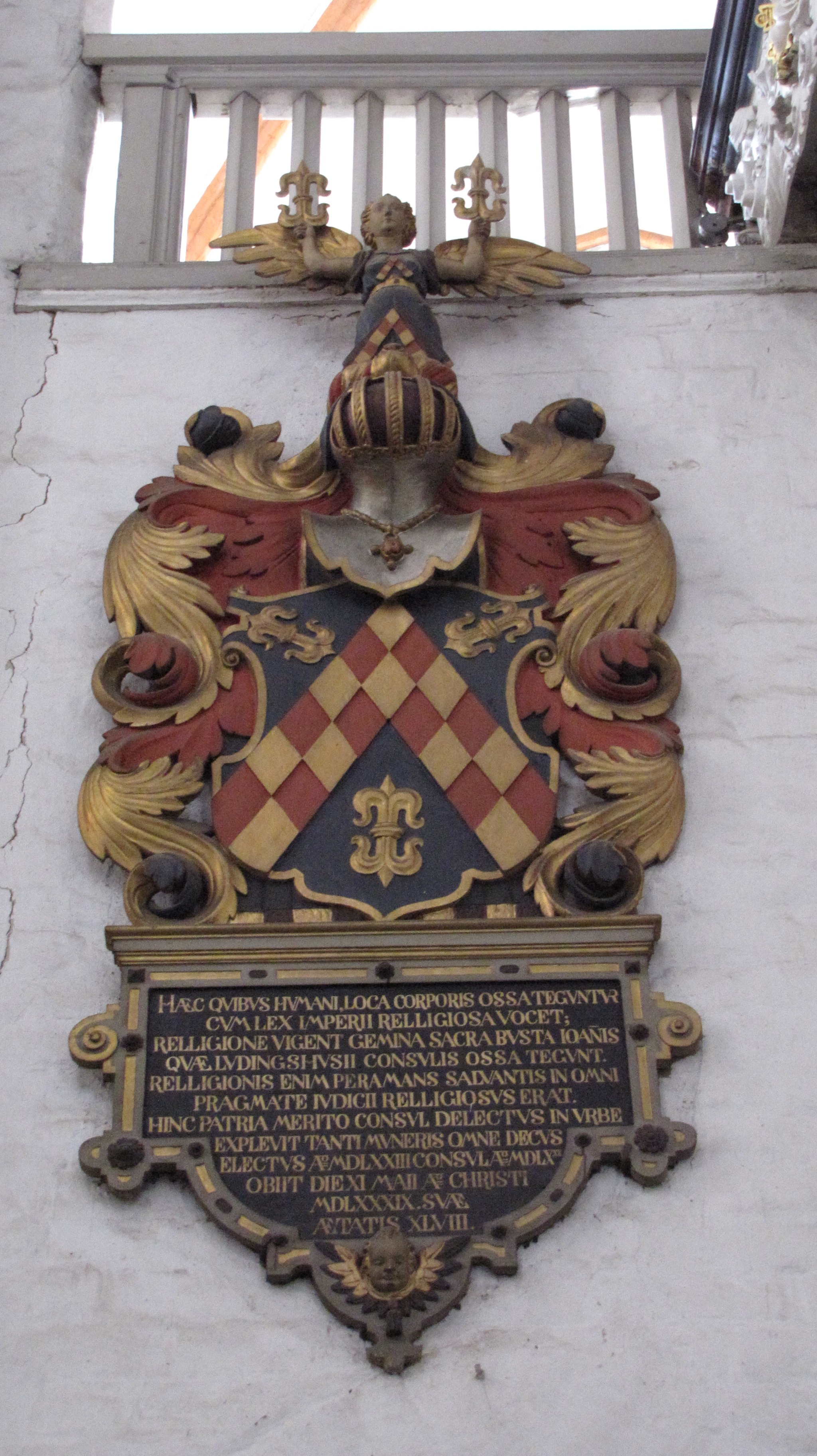
Wappenepitaph

Johann Lüdinghusen (* 1541 in Lübeck; † 11. Mai 1589 ebenda) war ein Bürgermeister der Hansestadt Lübeck.

## Leben
Johann Lüdinghusen war der Sohn des Bürgermeisters Anton Lüdinghusen aus dessen erster Ehe. Lüdinghusen studierte an der Universität Rostock und wurde 1573 in den Rat der Stadt gewählt und von diesem 1580 zum Bürgermeister bestimmt. Er vertrat die Stadt mehrfach in auswärtigen Gesandtschaften und Verhandlungen: 1579 war er bei König Johann III. von Schweden, „um die Abstellung der von Lübeck gerügten Zustände zu erwirken.“ 1582 verhandelten er und der Ratsherr Benedikt Schlicker mit dem Domkapitel des Bistums Ratzeburg einen Vergleich über die Ablösung des Zehnten in den Lübecker Exklaven Behlendorf und Ritzerau. 1588 vertrat er gemeinsam mit dem Ratsherrn Jürgen Gruwel die Stadt in Verhandlungen mit Lüneburg über den Eßlinger Elbzoll, der von Hamburg und Lübeck gemeinsam beim Fährhaus Zollenspieker in Bergedorf von den Schiffern auf der Elbe erhoben wurde.
Gemeinsam mit dem Ratsherrn Gottschalk von Stiten und dem Syndicus Calixtus Schein oblag ihm ab 1583 im Auftrage des Rates die Revision des Lübecker Stadtrechts. Der Revisionsbericht wurde im Jahr 1586 gegeben und erschien erstmals in hochdeutsch gedruckt bei Johann Balhorn: Der Kayserlichen Freyen und des Heiligen Reichs-Stadt Lübeck Statuta und Stadt Recht. Auffs Newe vbersehen/Corrigiret/und aus alter sechsischer Sprach in Hochteudsch gebracht. Gedruckt zu Lübeck/durch Johann Balhorn/im Jar nach Christi Geburt/1586.
Verheiratet war er seit etwa 1585 mit Elsabe Lampe. Seine Tochter Anna heiratete den Kaufmann Gotthard Marquard. Ihr Sohn Johann Marquard wurde später ebenfalls Bürgermeister.

## Epitaph
An Lüdinghusen erinnert sein Epitaph in der Lübecker Jakobikirche, deren Vorsteher er war. Ursprünglich an der Ostseite des dritten Süderpfeilers, hängt es heute östlich vom Uhrpfeiler im südlichen Seitenschiff. Unter dem Familienwappen befindet sich eine Inschrifttafel in schmaler Renaissance-Umrahmung, die in vier lateinischen elegischen Distichen Lüdinghausens Frömmigkeit und Pflichterfüllung preist.